# Gramado
Pour les articles homonymes, voir Gramado (homonymie).
Gramado est une ville brésilienne de la mésorégion métropolitaine de Porto Alegre, capitale de l'État du Rio Grande do Sul, faisant partie de la microrégion de Gramado-Canela et située à 115 km au nord-est de Porto Alegre. Elle se situe à une latitude de 29° 22′ 46″ sud et à une longitude de 50° 52′ 28″ ouest, à 885 m d'altitude. Sa population était estimée à 31 655 en 2007, pour une superficie de 237 km2. L'accès s'y fait par les RS-115 et RS-235
Le nom de Gramado vient d'un endroit recouvert de pelouse naturelle et d'arbres robustes où se reposaient les voyageurs de passage.
Les premiers colons de Gramado étaient des Brésiliens et arrivèrent en 1875. Ce n'est qu'à partir de 1913 que des descendants d'Allemands, d'Italiens et de Suisses se fixèrent sur le territoire de l'actuelle commune.
Gramado et la ville voisine Canela, situées dans la Serra Gaúcha, sont d'importantes destinations touristiques et attirent chaque année de nombreux visiteurs. L'écotourisme est une activité très populaire dans la région, qui offre plusieurs sites de randonnée pédestre ou équestre, de rafting et d'escalade. Comme Canela, Gramado attire de nombreux touristes durant la saison de Noël.
Gramado fait partie de la Rota Romântica ou Route romantique, un itinéraire touristique du Rio Grande do Sul.
En plus du tourisme, l'économie locale est aussi développée autour de l'agro-industrie, de la production de meubles, de vêtement en laine et de scieries, comme sa voisine Canela.
Il s'y déroule chaque année au mois d'août le Festival du film de Gramado.

## Villes voisines
- Caxias do Sul
- Canela
- Três Coroas
- Santa Maria do Herval
- Nova Petrópolis

## Culture
La bibliothèque municipale de Gramado, appelée Bibliothèque municipale Ciro Martins, est l’une des attractions du tourisme culturel de la municipalité. Elle a été créée le 8 novembre 1968 par la loi municipale no. 263. Sa collection compte environ 46 000 titres.

## Galerie

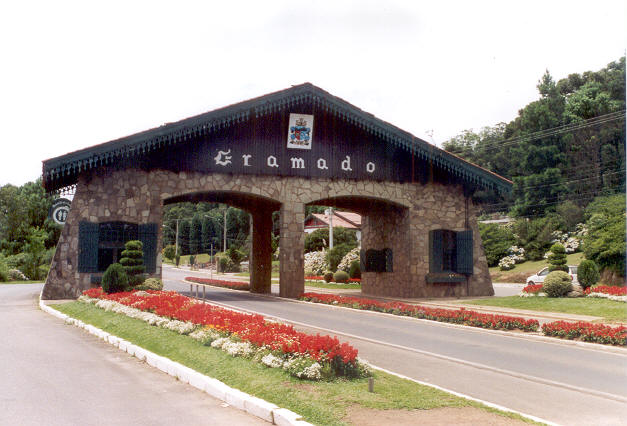
Arc d'entrée à Gramado
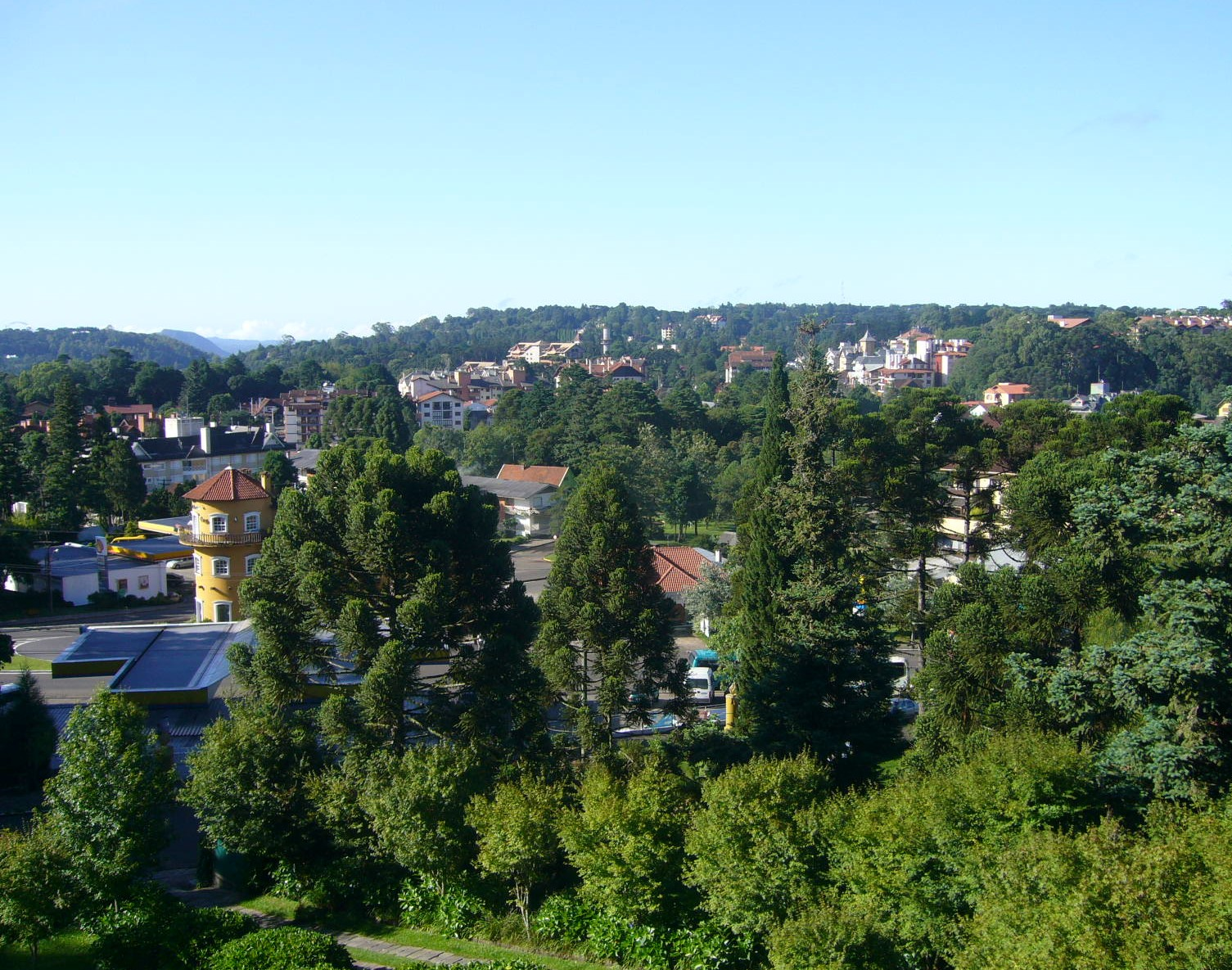
Vue du centre-ville
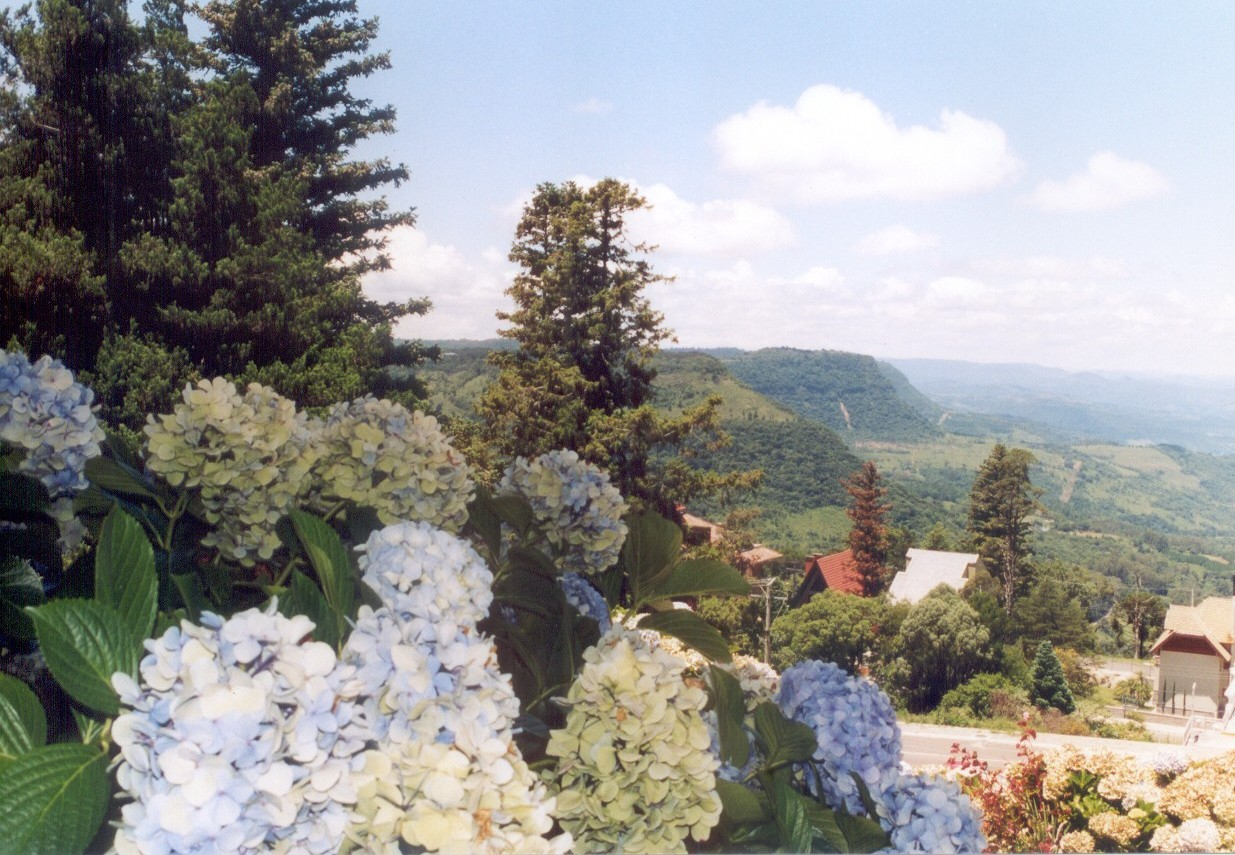
Vallée de Quilombo, entre Gramado et Canela
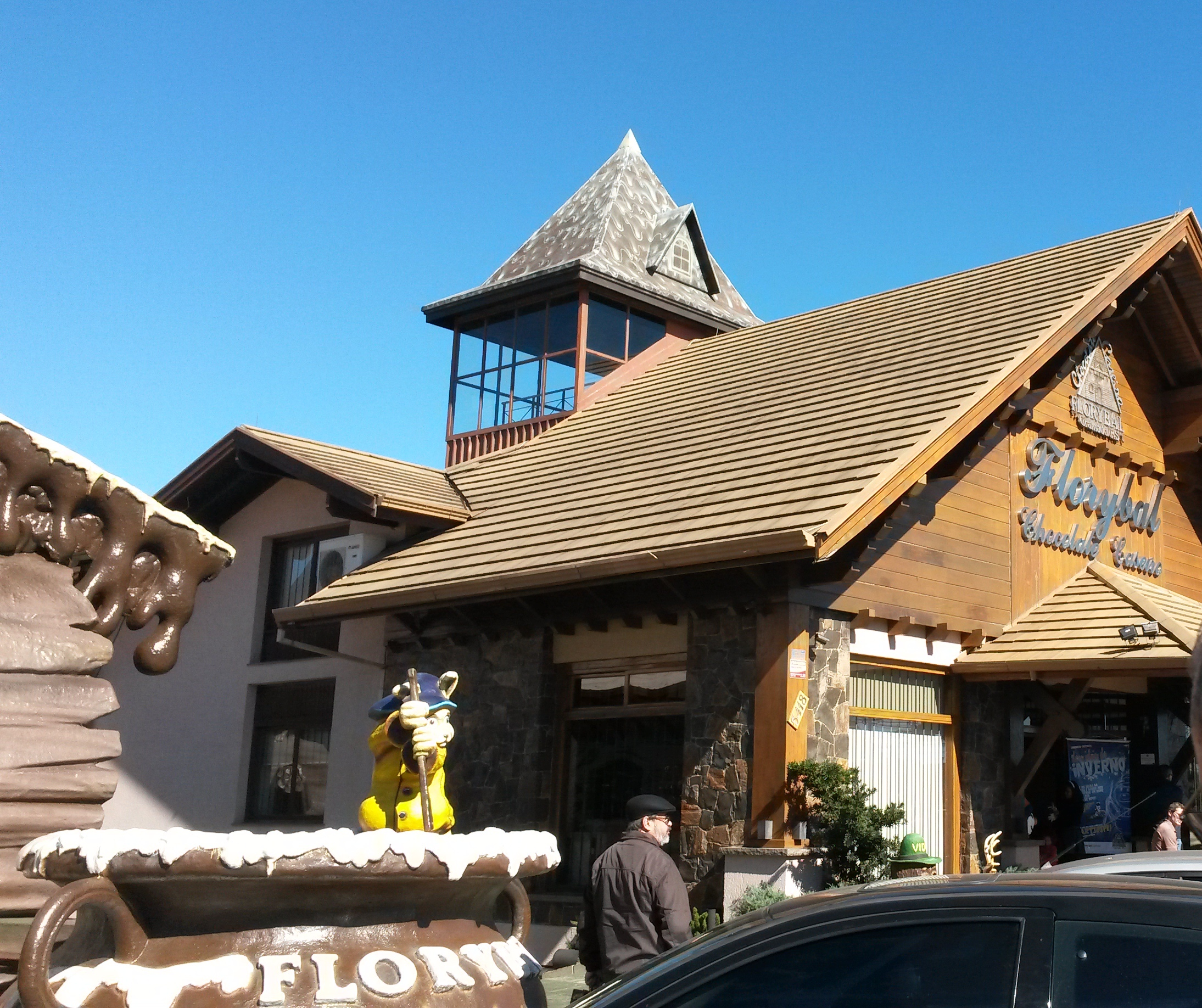
La ville compte plusieurs chocolateries artisanales.
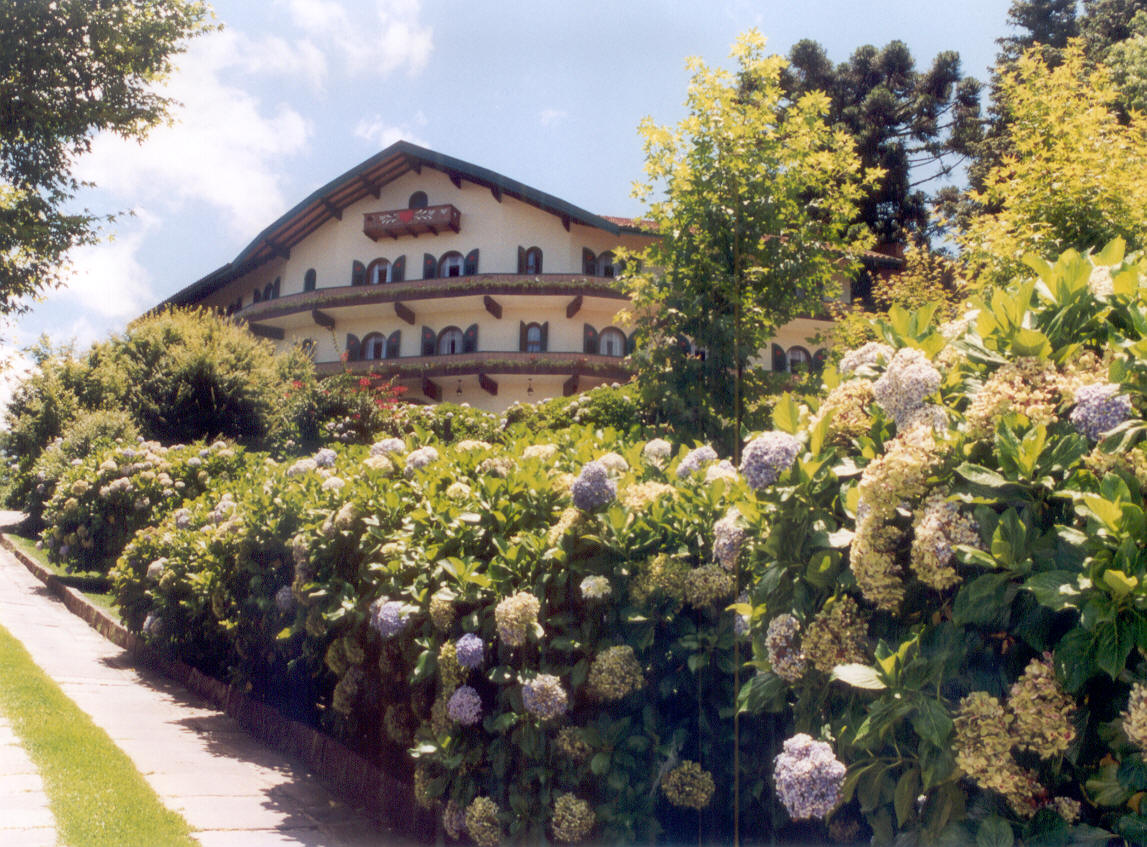
Le traditionnel Hôtel de las Hortensias
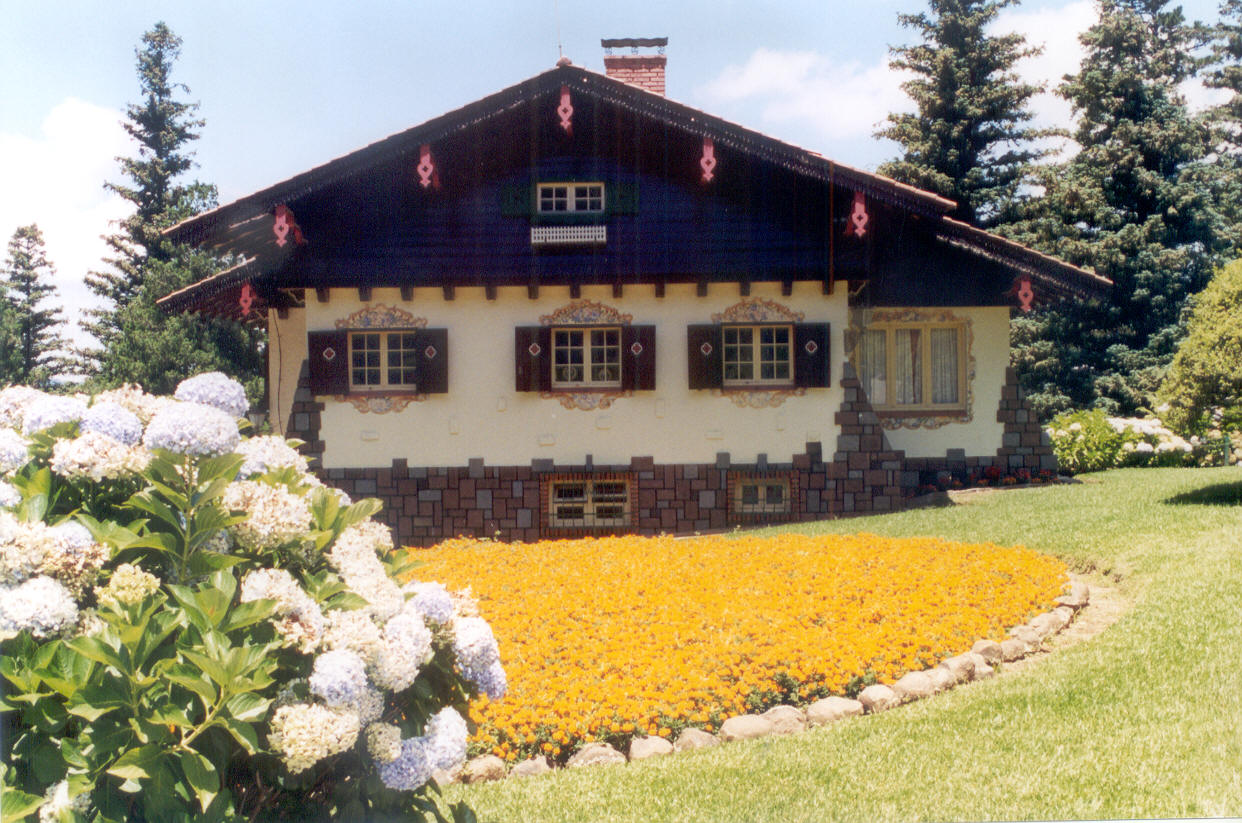
Cabane bavaroise dans le parc Knorr
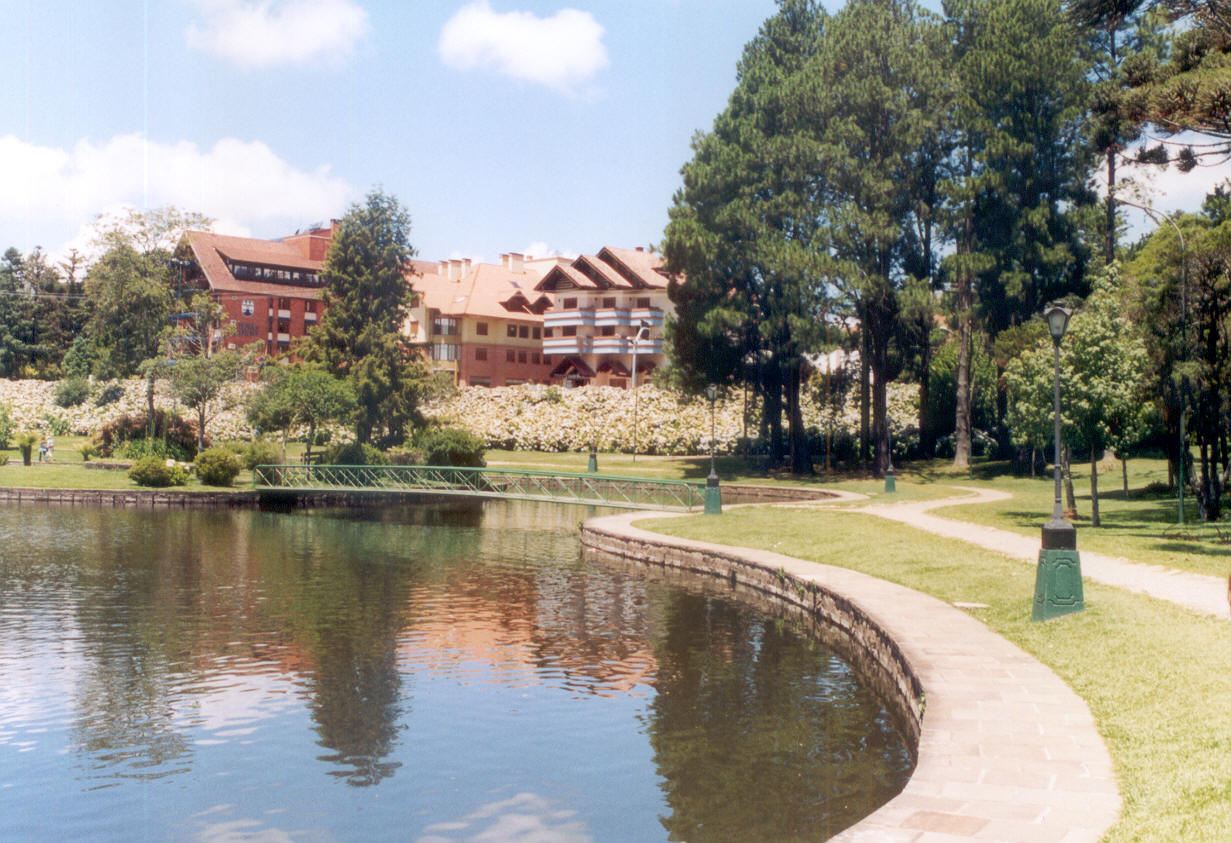
Lac Joaquina Rita Bier
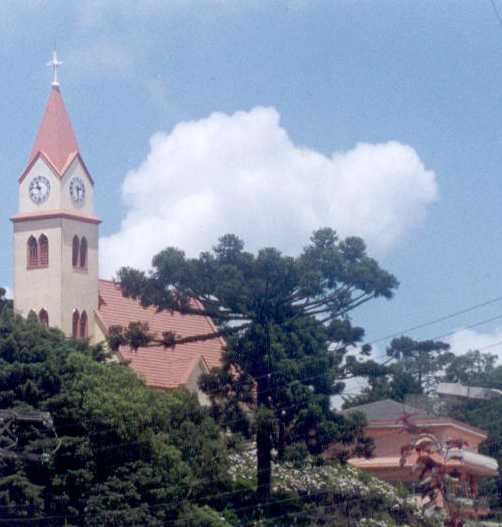
Église luthérienne, avec son horloge typique
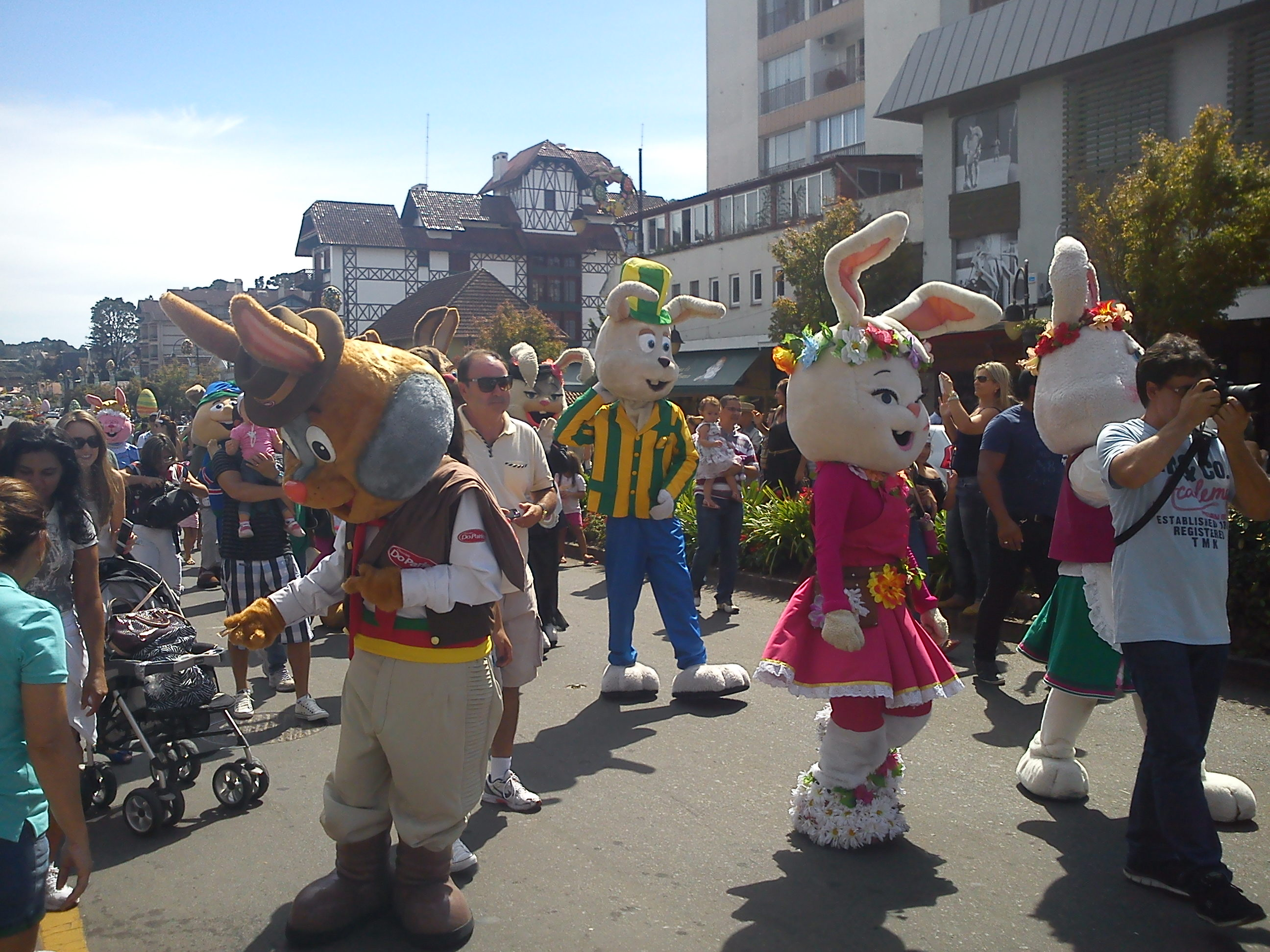
Chocofest
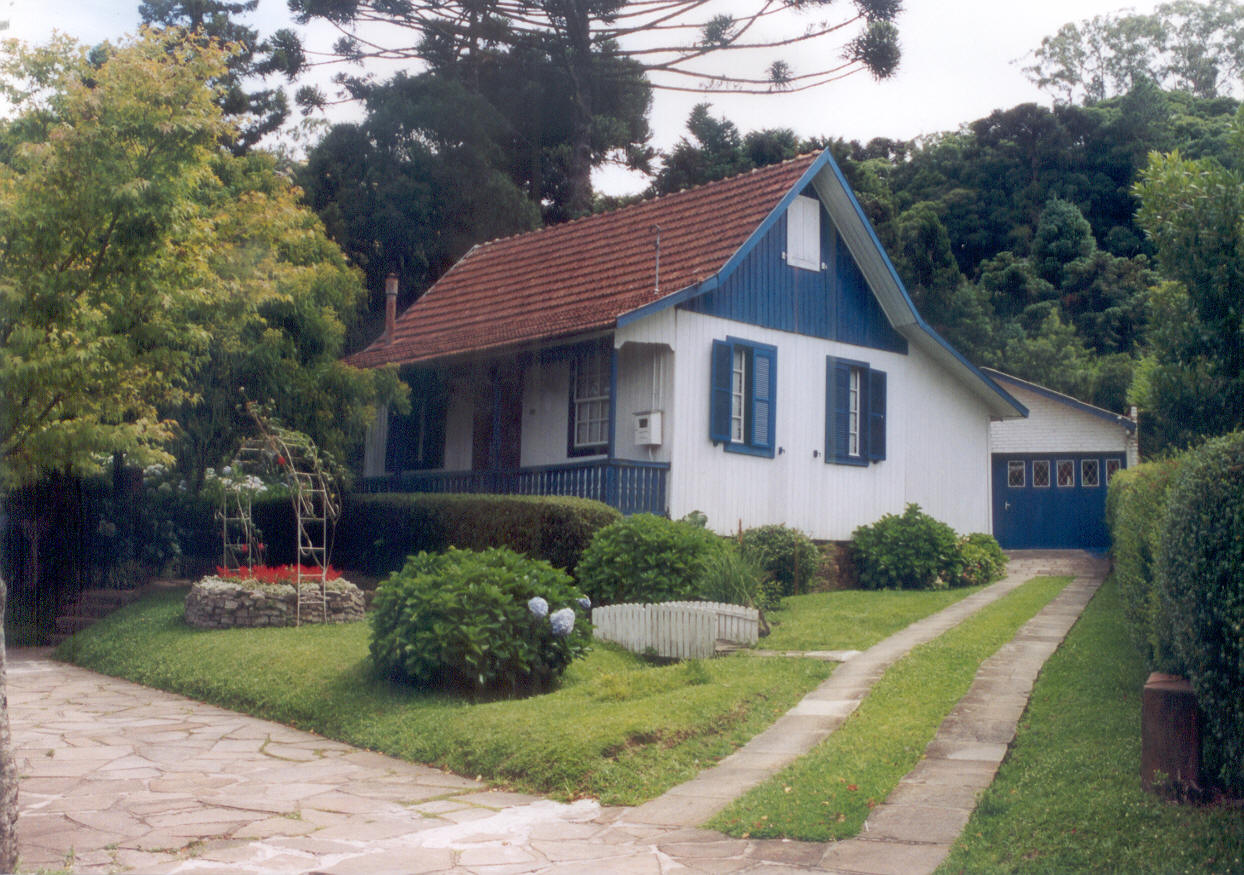
Architecture traditionnelle de Gramado
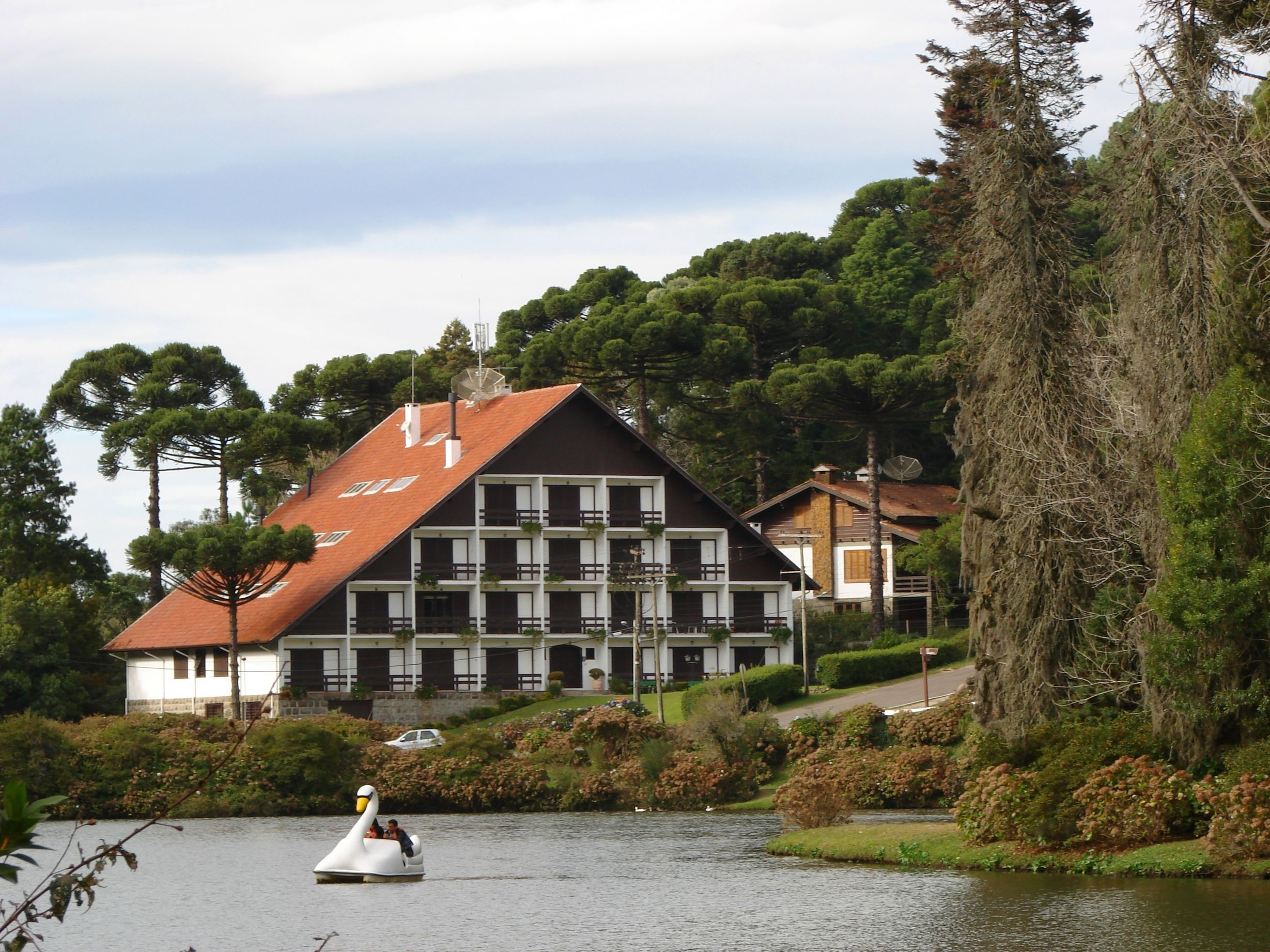
Lago Negro, carte postale de la ville

## Sites web utiles
- SuaGramado - Que puis-je faire à Gramado ?
- Mairie de la ville - En anglais

## Note
1. ↑  IBGE
2. ↑  Grama = "pelouse" ; gramado = "qui comporte de la pelouse".